# Guy de Boulogne
Gui de Boulogne (1313-1373) ou Guy de Montfort, archevêque de Lyon, cardinal au titre de Sainte-Cécile, puis cardinal-évêque de Porto et Sainte-Ruffine, dit le cardinal de Boulogne (1342-1373).

## Biographie
Fils de Robert VII, comte de Boulogne et d’Auvergne, et de sa seconde épouse Marie de Flandre, il naquit à Boulogne. Il était le petit-neveu de Louis IX, roi de France, et le grand-oncle de Robert de Genève, futur pape d’Avignon sous le nom de Clément VII. Sa demi-sœur était la seconde épouse de Jean II le Bon, il était aussi apparenté par son père à Charles le Mauvais, roi de Navarre, et par sa nièce, Marie de Boulogne, aux Vicomtes de Turenne.

### Bon choix deClémentVI
Ce neveu de Gui de Boulogne, évêque de Tournai (1301-1324), fut destiné très tôt à la carrière ecclésiastique. Il devint d’abord chanoine du chapitre cathédral d’Amiens puis archidiacre de Thérouanne.
Ce fut Benoît XII qui le propulsa au plus haut niveau en le plaçant d’abord sur le siège archiépiscopal de Lyon, le 11 octobre 1340. Puis, lors du consistoire du 20 septembre 1342, Clément VI le nomma cardinal-prêtre de Sainte-Cécile. Sa première Livrée occupait l’actuelle rue Joseph Vernet et descendait jusqu’aux rives du Rhône. Lors de la construction des remparts d’Avignon, cette Livrée fut coupée en deux. Le cardinal de Boulogne s’installa alors dans celle d’Annibal de Ceccano. Il devint, dès lors, l’un des prélats les plus en vue du Sacré Collège.

### Légat pontifical en Italie et en Hongrie

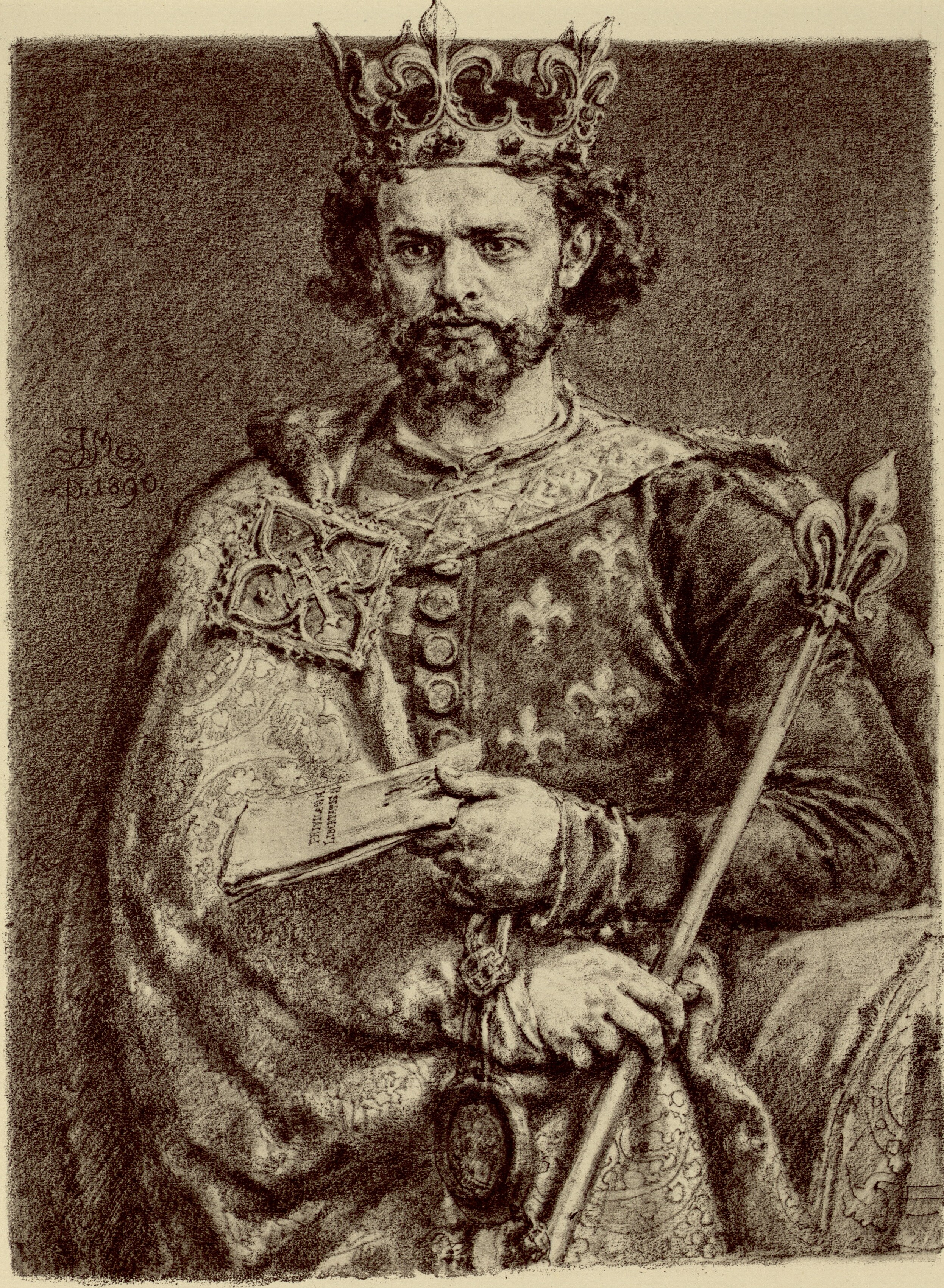
, roi de Hongrie.

Après avoir vendu Avignon au pape Clément VI, la reine Jeanne revint à Naples le 17 août 1348. Son cousin, Louis Ier de Hongrie, pour venger l’assassinat de son frère André, premier époux de la souveraine, ravageait ses états.
Cette situation inquiéta Clément VI, suzerain du royaume. Au début de l’automne 1348, il décida d’envoyer en légation les cardinaux Annibal de Ceccano, Guillaume de La Jugie et Guy de Boulogne pour faire signer une trêve aux deux parties.
Le cardinal de Sainte-Cécile resta en légation auprès du roi de Hongrie du 15 janvier 1349 au 7 juin 1350. Lors de sa mission, il fut fait évêque suburbicaire de Porto et de Sainte-Rufine.
Ce fut à ce titre qu’il ouvrit à Rome le Jubilé. Le 14 février 1350, il présida à Padoue au transfert des reliques de saint Antoine dans la nouvelle église. Puis il tenta, sans succès, d’apaiser le conflit entre Bertrand de Saint-Geniès, patriarche d’Aquilée, et le comte de Gorizia.

### Missions diplomatiques

#### Sous le pontificat d’InnocentVI

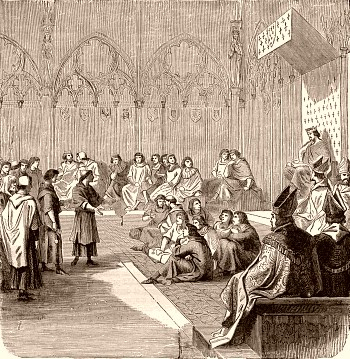
À Mantes, à la demande du cardinal de Boulogne, Jean le Bon pardonne à Charles le Mauvais.

Le 13 novembre 1352, il devient doyen de Saint-Martin de Tours. À la mort du pape Clément VI, le cardinal ne put arriver à temps pour participer au conclave qui proclama Étienne Aubert pape. Sur les 26 cardinaux, il est le seul absent. Ayant appris la mort du Pape après le 9 décembre, de par la distance qui le séparait d'Avignon, il lui fut quasiment impossible d'arriver avant le 20. Il se rendit cependant à Avignon comme l'atteste une lettre du 13 janvier 1353 du nouveau pape au roi de France.
Après l’assassinat de Charles de La Cerda, favori de roi Jean II, le 6 janvier 1354, par Charles le Mauvais, pour éviter tout conflit, le pontife délégua à la Cour de France le cardinal de Boulogne. Sa diplomatie calma le roi. Chevaleresque, celui-ci décida de pardonner si le Mauvais venait implorer son pardon à genoux. Il obtempéra le 4 mars et le cardinal de Boulogne lui répondit, au nom du roi de France, que celui-ci lui pardonnait de bon cœur et volonté.
Le 19 avril 1358, au milieu d’une foule en liesse et en présence du pape, le cardinal de Sainte-Cécile consacra la chartreuse de Villeneuve-lès-Avignon.
Philippe de Rouvres, duc de Bourgogne, étant mort sans postérité, le 27 novembre 1361, le roi de France fit main basse sur ce duché le 28 décembre. Il chargea de cette annexion Jean Ier de Boulogne, dit le Grand, et son frère le cardinal de Sainte-Cécile. Grâce à leur célérité, Jean II, le 15 janvier 1362, put remettre ce duché en apanage à son fils Philippe le Hardi.

#### Sous le pontificat d’UrbainV

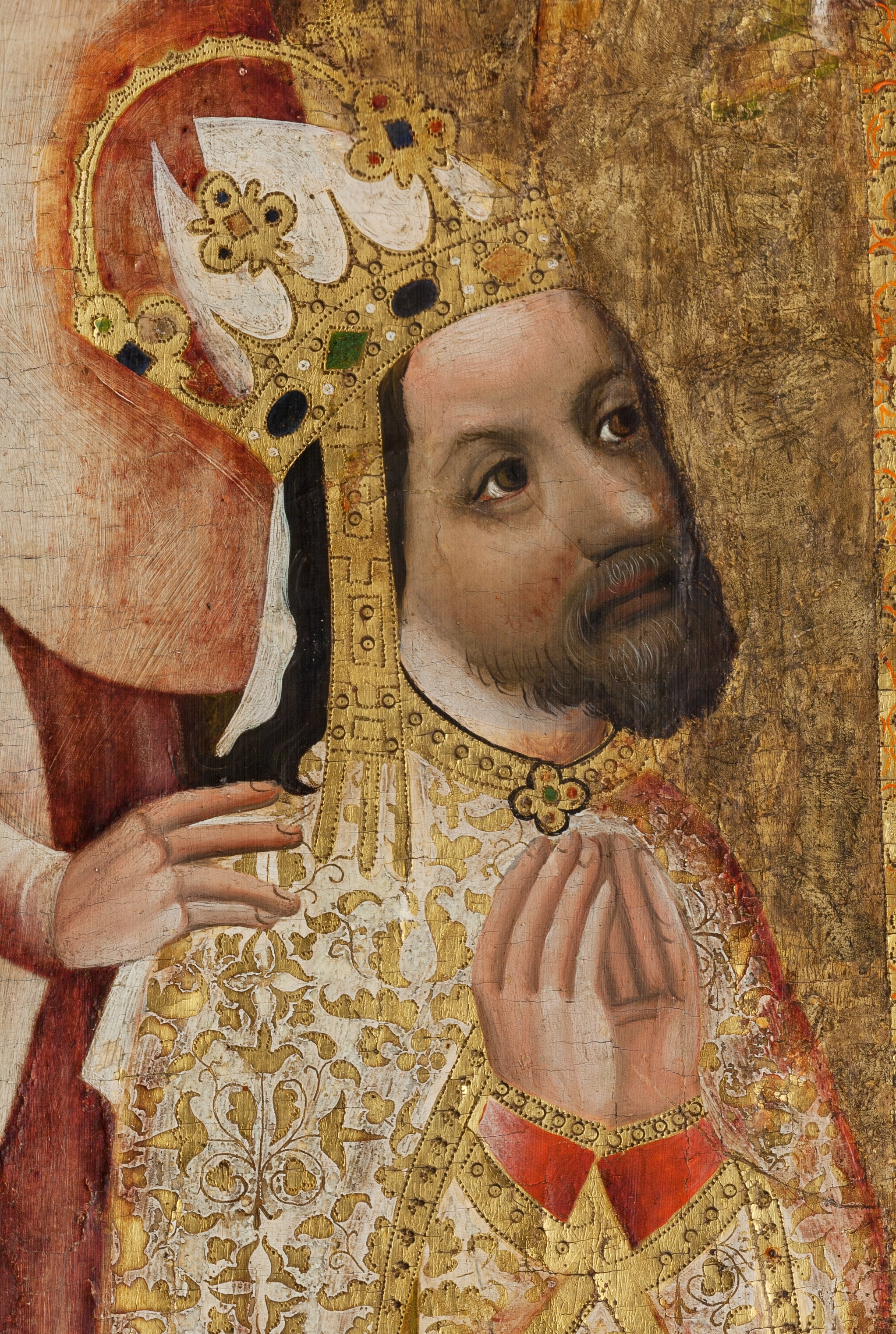
.

Le nouveau pape l’envoya en légation à Naples. Le cardinal en profita pour proposer à la reine Jeanne de marier sa filleule Jeanne de Duras à un membre de sa famille. Il présenta d’abord son frère Geoffroy puis son neveu Aimon de Genève. Ce dernier eut la préférence. Il arriva à Aversa le 15 novembre 1363 et des promesses d’accordailles furent échangées devant l’archevêque de Naples.
Mais il suffit que cette information arriva à Avignon pour que le cardinal Hélie de Talleyrand-Périgord prit parti contre son rival de Boulogne et incita le pape à faire rompre les fiançailles de la demoiselle.
En compensation, le légat fut nommé doyen du Collège des cardinaux en 1364. Ce fut à ce titre qu’il accompagna Urbain V à Rome. Là, le 1er novembre 1369, il participa au couronnement de l’épouse de Charles IV de Luxembourg. Lors de son séjour en Italie, l’empereur le nomma Vicaire impérial en Toscane. Il assuma cette charge à Lucques du 3 février 1369 au 26 mars 1370.

#### Sous le pontificat deGrégoireXI

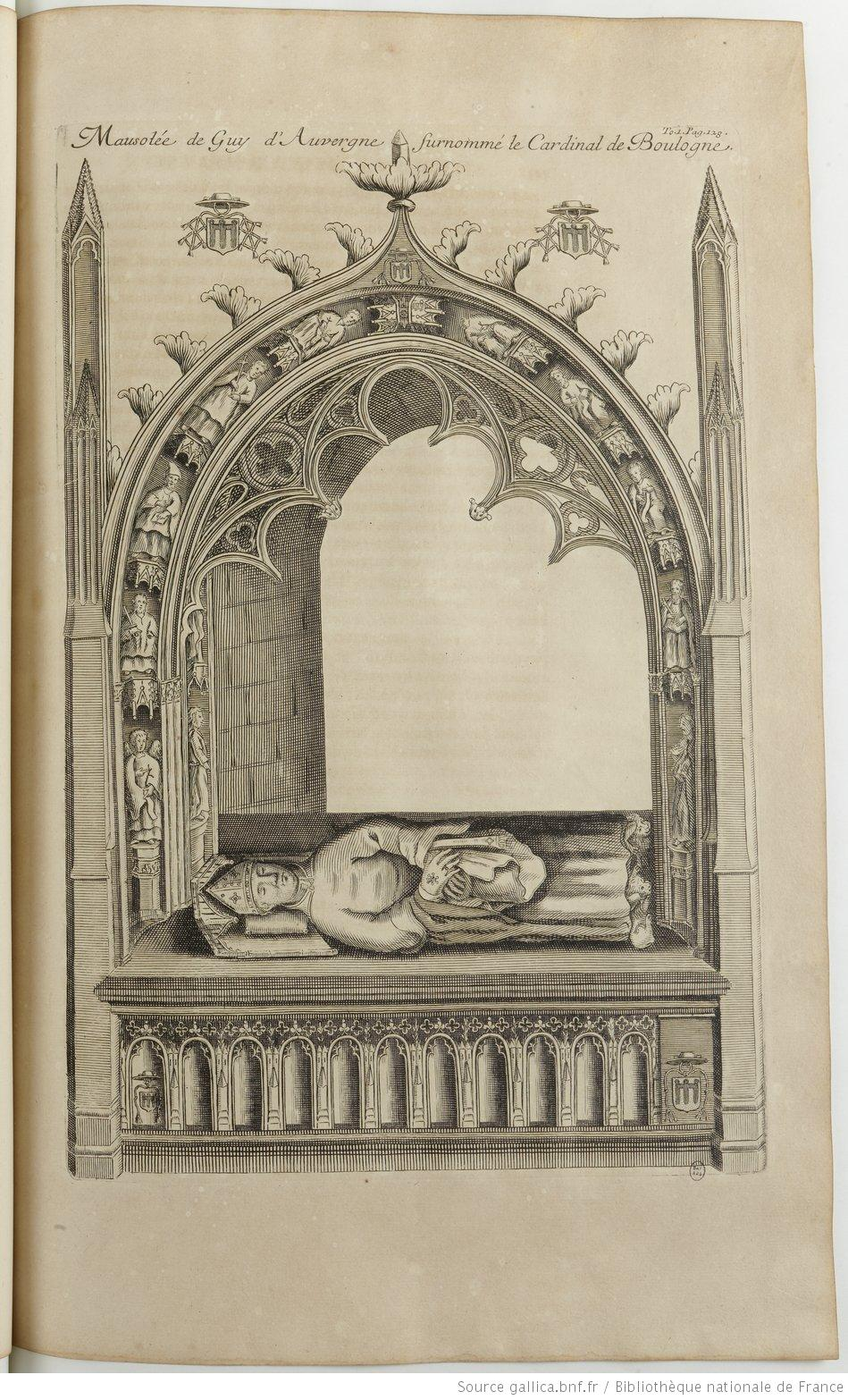
Tombeau de Guy de Boulogne à l'abbaye du Bouschet.

Le 30 décembre 1370, les cardinaux du Sacré Collège se réunirent dans la grande salle du conclave du palais des papes d’Avignon. Pour succéder à Urbain V, ils choisirent le candidat de Guy de Boulogne. C’était le cardinal de Sainte-Marie-la-Neuve, le neveu de Clément VI, qui choisit le nom de Grégoire XI. Pour la seconde fois, le cardinal de Sainte-Cécile eut l’insigne honneur de déposer la tiare sur le chef d’un Souverain Pontife.
Tu es Petrus et super hanc petram ædificabo ecclesiam meam et tibi dabo claves regni cœlorum prononça celui qui faisait les papes et qui ne le devint jamais. Et ce fut lui qui l’ordonna prêtre le 4 janvier 1371.
La diplomatie pontificale eut connaissance que dans la péninsule ibérique, le royaume de Castille avait des visées sur le Portugal et celui d’Aragon sur la Castille. Immédiatement Grégoire XI délégua Guy de Boulogne auprès des rois d’Aragon, de Castille et du Portugal.
Le cardinal obtint non seulement la réconciliation entre les rois Ferdinand du Portugal et Henri de Castille, mais les galères portugaises et castillanes organisèrent, au début de l’été 1372, le blocus du port de la Rochelle défendu par le Captal de Buch, le connétable anglais. Résultat, le 23 août, Jean de Grailly fut fait prisonnier à Soubise par le prince Owen Glendower, prétendant au trône de Galles et allié du roi de France. 
Le cardinal de Boulogne poursuivit sa mission dans la péninsule ibérique et conduisit les royaumes de Navarre et de Castille à la paix en août 1373, Charles II de Navarre dit le Mauvais et Henri II de Castille signant le traité matrimonial de San Vicente de la Sonsierra qui conduirait au mariage en 1375 de l'infant Charles de Navarre avec l'infante Eléonore de Castille.
Guy de Boulogne trépassa le 25 novembre 1373, à Lérida, sans doute sous l’effet d’un poison. Charles II de Navarre fut accusé mais fut ensuite disculpé à la suite d'une enquête menée par le pape. Il fut inhumé à l’abbaye de Notre-Dame de Bouchet, dans le diocèse de Clermont d’Auvergne.

## Héraldique
|  | Les armes du cardinal de Boulogne se lisent : d'argent au gonfanon de gueules frangé de sinople. |